# Амслерова мрежа
Амслерова мрежа, која се користи од 1945. године, је мрежа хоризонталних и вертикалних линија, а користи се за тестирање централног видног поља. Развио ју је Марк Амслер, швајцарски офталмолог. Ради се о дијагностичком алату који помаже у откривању визуелних сметњи узрокованих променама у мрежњачи, поготово у жутој мрљи, као и у видном живцу и видним путевима до мозга.
Током теста, пацијент гледа сваким оком засебно у малу точку у средини мреже. Пацијент са болестима макуле може видети кривудаве линије, а може видети и да неке линије недестају.
Амслерова мрежа се може набавити од офталмолога те се може користити за тестирање вида код куће.
Оригинална Амслерова мрежа је била црно-бела. Верзија у боји са плавом и жутом мрежом има већу осетљивост тестирања и може се користити за испитивање разних неправилности видних путева, укључујући и оне везане за мрежњачу, видни живац и хипофизу.
- Амслерова мрежа виђена очима особе са нормалним видом
- Амслерова мрежа како је може видети особа са сенилном дегенерацијом макуле